# Joel Edgerton
Joel Edgerton (n. 23 iunie 1974) este un actor, regizor, producător și scenarist australian. Este cunoscut mai ales pentru rolurile sale din filmele Star Wars Episode II: Attack of the Clones (2002), Star Wars Episode III: Revenge of the Sith (2005), Kinky Boots (2005), Animal Kingdom (2010), The Thing (2011), Warrior (2011), The Odd Life of Timothy Green (2012), Zero Dark Thirty (2012) și The Great Gatsby (2013). De asemenea, l-a jucat pe Ramesses II, antagonistul principal, în filmul biblic din 2014 Exodus: Gods and Kings.

## Filmografie

### Film
| An   | Titlu                                                    | Rol            | Note                                         |
| ---- | -------------------------------------------------------- | -------------- | -------------------------------------------- |
| 1996 | Loaded                                                   | Frog           | Producător                                   |
| 1996 | Race the Sun                                             | Steve Fryman   |                                              |
| 1998 | Never Tell Me Never                                      | Pab            |                                              |
| 1998 | Praise                                                   | Leo            |                                              |
| 1998 | Bloodlock                                                | Danny          | Scenarist, producer                          |
| 1999 | Dogwatch                                                 | Sparrow        |                                              |
| 1999 | Erskineville Kings                                       | Wayne          |                                              |
| 1999 | Secret Men's Business                                    | Baz            | Film de televiziune                          |
| 2000 | The Three Stooges                                        | Tom Cosgrove   | Film de televiziune                          |
| 2000 | Sample People                                            | Sem            |                                              |
| 2000 | Gate                                                     |                |                                              |
| 2001 | Saturn's Return                                          | Barney         |                                              |
| 2001 | The Pitch                                                | Guy            | Scenarist                                    |
| 2002 | The Hard Word                                            | Shane          |                                              |
| 2002 | Star Wars Episode II: Attack of the Clones               | Owen Lars      |                                              |
| 2003 | The Night We Called It a Day                             | Rod Blue       |                                              |
| 2003 | Ned Kelly                                                | Aaron Sherritt |                                              |
| 2004 | King Arthur                                              | Gawain         |                                              |
| 2005 | Kinky Boots                                              | Charlie        |                                              |
| 2005 | Star Wars Episode III: Revenge of the Sith               | Owen Lars      |                                              |
| 2005 | The Mysterious Geographic Explorations of Jasper Morello | Jasper Morello | Voce                                         |
| 2006 | Smokin' Aces                                             | Hugo Croop     |                                              |
| 2006 | Open Window                                              | Peter          |                                              |
| 2007 | Spider                                                   | Paramedic      |                                              |
| 2007 | Crossbow                                                 | The Dad        |                                              |
| 2007 | Whisper                                                  | Vince Delayo   |                                              |
| 2008 | $9.99                                                    | Ron            |                                              |
| 2008 | The Square                                               | Billy          | Scenarist, producător                        |
| 2008 | Father                                                   | Narator        |                                              |
| 2008 | Acolytes                                                 | Ian Wright     |                                              |
| 2009 | The Waiting City                                         | Ben Simmons    |                                              |
| 2009 | Separation City                                          | Simon          |                                              |
| 2010 | Legend of the Guardians: The Owls of Ga'Hoole            | Metal Beak     | Voce                                         |
| 2010 | Animal Kingdom                                           | Barry Brown    |                                              |
| 2011 | Warrior                                                  | Brendan Conlon |                                              |
| 2011 | The Thing                                                | Sam Carter     |                                              |
| 2012 | Wish You Were Here                                       | Dave           |                                              |
| 2012 | The Odd Life of Timothy Green                            | Jim Green      |                                              |
| 2012 | Zero Dark Thirty                                         | Patrick        |                                              |
| 2013 | The Great Gatsby                                         | Tom Buchanan   |                                              |
| 2013 | Felony                                                   | Malcolm Toohey | Scenarist, producător                        |
| 2014 | The Rover                                                |                | Scenarist                                    |
| 2014 | Exodus: Gods and Kings                                   | Ramesses II    |                                              |
| 2015 | Life                                                     | John G. Morris |                                              |
| 2015 | Jane Got a Gun                                           | Dan Frost      |                                              |
| 2015 | Midnight Special                                         |                |                                              |
| 2015 | Black Mass                                               | John Connolly  |                                              |
| 2015 | The Gift                                                 | Gordo          | De asemenea regizor, scenarist și producător |
| 2015 | Unity                                                    | Narator        | Documentary                                  |

```
 2019 
```

Bright

### Televiziune
| An        | Titlu                 | Rol                        | Notes                      |
| --------- | --------------------- | -------------------------- | -------------------------- |
| 1995      | Police Rescue         | Andy                       | Episodul: "Wild Card"      |
| 1995–1997 | Spellbinder           | Bazza                      | 2 episoade                 |
| 1996–1999 | Water Rats            | Aaron Lawrence             | 2 episoade                 |
| 1997      | Big Sky               | Pierce Bateman             | Episodul: "Lost and Found" |
| 1997      | Fallen Angels         | Scoob                      | Episodul: "The Faust Lane" |
| 1998      | Wildside              | Michael Savini             | Episodul: "Episode #1.15"  |
| 2001–2002 | The Secret Life of Us | Will McGill                |                            |
| 2002      | Dossa and Joe         | Robbo                      | 2 episoade                 |
| 2007      | Dangerous             | Senior Sergeant Mark Field |                            |
| 2009      | Dirt Game             | Shane Bevic                | 6 episoade                 |

## Premii și nominalizări
| An   | Premiu                                              | Categorie                                                                      | Lucrare                           | Rezultat     |
| ---- | --------------------------------------------------- | ------------------------------------------------------------------------------ | --------------------------------- | ------------ |
| 2000 | AACTA Award                                         | Best Performance by an Actor in a Leading Role in a Telefeature or Mini-Series | The Secret Life of Us             | Nominalizare |
| 2002 | AACTA Award                                         | Best Lead Actor in a Television Drama                                          | The Secret Life of Us             | Câștigat     |
| 2002 | Logie Award                                         | Most Outstanding Actor                                                         | The Secret Life of Us             | Nominalizare |
| 2002 | AACTA Award                                         | Best Actor in a Supporting Role                                                | The Hard Word                     | Nominalizare |
| 2002 | Film Critics Circle of Australia Award              | Best Supporting Actor                                                          | The Hard Word                     | Nominalizare |
| 2003 | Film Critics Circle of Australia Award              | Best Supporting Actor                                                          | Ned Kelly                         | Nominalizare |
| 2008 | Melbourne Underground Film Festival Award           | Best Actor                                                                     | Acolytes                          | Câștigat     |
| 2008 | AACTA Award                                         | Best Actor in a Supporting Role                                                | The Square                        | Nominalizare |
| 2008 | AACTA Award                                         | Best Screenplay Shared with Matthew Dabner                                     | The Square                        | Nominalizare |
| 2009 | Film Critics Circle of Australia Award              | Best Supporting Actor                                                          | The Square                        | Nominalizare |
| 2009 | Film Critics Circle of Australia Award              | Best Screenplay – Original Shared with Matthew Dabner                          | The Square                        | Nominalizare |
| 2009 | New Zealand Film and TV Award                       | Best Lead Actor in a Feature Film                                              | Separation City                   | Nominalizare |
| 2010 | Film Critics Circle of Australia Award              | Best Actor                                                                     | The Waiting City                  | Câștigat     |
| 2010 | IF Award                                            | Best Actor                                                                     | The Waiting City                  | Nominalizare |
| 2010 | AACTA Award                                         | Best Actor in a Supporting Role                                                | Animal Kingdom                    | Câștigat     |
| 2011 | Film Critics Circle of Australia Award              | Best Supporting Actor                                                          | Animal Kingdom & The Waiting City | Câștigat     |
| 2012 | MTV Movie Award                                     | Best Fight Împărțit cu Tom Hardy                                               | Warrior                           | Nominalizare |
| 2012 | Washington D.C. Area Film Critics Association Award | Best Ensemble Shared with the entire cast                                      | Zero Dark Thirty                  | Nominalizare |
| 2013 | Film Critics Circle of Australia Award              | Best Actor                                                                     | Wish You Were Here                | Nominalizare |
| 2013 | AACTA Award                                         | Best Actor in a Leading Role                                                   | Wish You Were Here                | Nominalizare |
| 2014 | AACTA Award                                         | Best Actor in a Supporting Role                                                | The Great Gatsby                  | Câștigat     |
| 2014 | AACTA International Award                           | Best Actor in a Supporting Role                                                | The Great Gatsby                  | Nominalizare |